# Dacentrurus
Dacentrurus („velmi trnitý ocas“), byl rod velkého stegosauridního dinosaura. Je jedním z největších známých stegosauridů. Byl to stejně jako ostatní zástupci této skupiny čtyřnohý býložravec. Žil v období svrchní jury (asi před 161 až 145 miliony let) na území současné západní Evropy.

## Popis
Předpokládá se, že dacentrurus měřil na délku asi 8 metrů a vážil kolem 5 tun. Největší odhady délky však dosahují i 11 metrů a hmotnosti kolem 7400 kilogramů, což by z tohoto rodu dělalo největšího známého stegosaurida vůbec. O obřích rozměrech tohoto tvora svědčí také dochovaný pánevní pletenec, dlouhý kolem 1,5 metru.
Je to možná historicky první objevený stegosaurid, již v roce 1875 jej popsal britský paleontolog Sir Richard Owen, nový taxon od něj tehdy dostal název Omosaurus. Toto jméno však bylo dříve přiřčeno jinému rodu a tak tento evropský stegosaurid dostal jméno Dacentrurus. Dacentrurus se od stegosaura vzhledově příliš nelišil. Největším rozdílem bylo to, že Dacentrurus měl na rozdíl od stegosaura na hřbetě páry dlouhých trnů.

Dacentrurus armatus - rekonstrukce kostry

## Výskyt
Dacentrurovy fosilní kosti byly objeveny hlavně ve Francii, Portugalsku (geologické souvrství Alcobaça), Španělsku a Anglii, zatím ale není možné provést kompletní rekonstrukci jeho kostry. Jednalo se o poměrně rozšířený rod stegosaurida, obývajícího větší část současné západní Evropy.

### Česká literatura
- SOCHA, Vladimír (2020). Pravěcí vládci Evropy. Kazda, Brno. ISBN 978-80-88316-75-6. (str. 89-91)